# 小行星2532
小行星2532（2532 Sutton）是一颗围绕太阳公转的小行星。1980年10月9日，卡羅琳·舒梅克在帕洛马山发现了此天体。
該小行星以美國地質學家羅伯特·L·薩頓（Robert L. Sutton）命名。
这颗小行星的绝对星等为8.10258等。